# كبلر-16b
كيبلر 16 بي (بالإنجليزية: Kepler-16b)‏ الذي يرمز له بالرمز Kepler-16b، هو كوكب خارج المجموعة الشمسية، وكوكب حول نجم ثنائي، في كوكبة الدجاجة (كوكبة)، ويتبع الكوكب كليبر 16 ب النجم كيبلر-16.
إنه كوكب كتلة تماثل كتلة زحل ، نصفه غاز والنصف الآخر صخري .. يدور حول النجم الثنائي Kepler-16 في دورة مدتها 229 يومًا. قال "جوش كارتر " من مركز هارفارد سميثسونيان للفيزياء الفلكية وعضو فريق الاكتشاف: " Kepler-16b هو أول مثال مؤكد بشكل لا لبس فيه شك (...) لكوكب يدور حول ليس نجمًا واحدًا بل يدور حول نجمين".

## الاكتشاف والمراقبة
اكتشف في 15 سبتمبر 2011، وكانت طريقة الاكتشاف طريقة العبور.
تم اكتشاف الكوكب باستخدام تلسكوب كيبلر الفضائي التابع لناسا. تمكن العلماء من اكتشاف الكوكب باستخدام طريقة العبور بعد ملاحظة أن أحد نجوم النظام كان يحدث له كسوف من دون أن بعبر عليه النجم الآخر.
بالإضافة إلى ذلك ، أتاح التسجيل الدقيق لجميع الكسوف والعبور لكوكب النظام والنجوم حسابًا دقيقًا لأحجام وكتل الأجسام في نظام النجم كيبلر-16. قال لورانس دويل ، رئيس فريق البحث الذي اكتشف الكوكب عن هذه الدقة: "أعتقد أن هذا هو أفضل كوكب تم قياسه خارج النظام الشمسي." [4] على سبيل المثال ، أمكن تقليل الخطأ في نصف قطر الكوكب إلى 0.3٪ ،وتم تحديده بدقة أكبر من أي كوكب خارجي آخر [اعتبارًا من سبتمبر 2011]. .
يعد الكوكب كيبلر 16 ب أيضا مثيرًا للاهتمام أيضًا لأن نصف قطر مداره أصغر من الحد المفترض لتكوين الكواكب في الأنظمة الثنائية. وفقًا لسارا سيجر ، خبيرة الكواكب في معهد ماساتشوستس للتكنولوجيا ، كان من المفترض سابقًا أن الكوكب في نظام النجوم الثنائية يمكن أن يحافظ على مدار ثابت إذا كان على الأقل على بُعد يبلغ 7 مرات بعد النجمين الذي يتبعهما عن بعضهم البعض.
إذا نظرنا إليه من الأرض ، لم يتجاوز الكوكب النجم الأول منذ عام 2014. وسيعبر النجم الثاني الأكثر سطوعًا في عام 2018 ، وبعد ذلك لن يكون الكوكب قابلاً للاكتشاف باستخدام طريقة العبور حتى عام 2042 تقريبًا.
يدور الكوكب على حافة نطاق صالح للحياة ولكن من المحتمل أن يكون عملاق غازي تتراوح درجة حرارة سطحه بين -100 درجة مئوية و -70 درجة مئوية.

## Gallery

الانطباع الفني لنظام كيبلر-16 مع Kepler-16A باللون الأصفر، و Kepler-16B باللون البرتقالي المحمر و كوكب Kepler-16(AB)-b باللون الأزرق.

## إمكانية السكن
تقع المنطقة الصالحة للسكن لنظام كبلر-16 على مسافة حوالي 55 إلى 106 مليون كيلومتر من النجم الثنائي كبلر-16(AB). مع نصف قطر مدار يبلغ حوالي 104 مليون كيلومتر يقع الكوكب Kepler-16b على الحافة الخارجية لهذه المنطقة الصالحة للسكن. على الرغم من أن فرص العثور على الحياة على عملاق الغاز نفسه ضئيلة ، فقد أظهرت المحاكاة التي أجراها باحثون فلكيون في جامعة تكساس أنه في نهاية المطاف ، في مرحلة ما من تاريخ النظام أن كوكبا بحجم الأرض تكون قد مرت عليه اضطرابات من أجسام أخرى يمكن أن تأتيه من خارج مركز المنطقة الصالحة للسكن ، مما يسمح للكوب كيبلر 16 ب بالتقاطها كقمر. نظر الباحثون أيضًا في احتمال أن كوكبًا بعيدًا وصالحًا للسكن على بعد حوالي 140 مليون كيلومتر يمكن أن يدور حول النجم الثنائي المركزي، فتكون لديه درجة الحرارة المطلوبة للحفاظ على الماء سائلًا بمزيج كثيف من غازات الاحتباس الحراري ، مثل ثاني أكسيد الكربون والميثان.